# Rotnasenmeerkatze
Die Rotnasen- oder Rotohrmeerkatze (Cercopithecus erythrotis) ist eine Primatenart aus der Gattung der Meerkatzen (Cercopithecus) innerhalb der Familie der Meerkatzenverwandten (Cercopithecidae).
Das Fell der Rotnasenmeerkatze ist an der Oberseite graubraun gefärbt, die Unterseite ist heller, eher weißlich. Das bläuliche Gesicht ist durch einen weißgelben Backenbart sowie die namensgebenden roten Ohren und Nase gekennzeichnet. Die Tiere erreichen eine Kopfrumpflänge von 40 bis 60 Zentimetern und ein Gewicht von 3 bis 6,5 Kilogramm, die Männchen sind dabei größer als die Weibchen.
Heimat dieser Tiere ist ein kleines Gebiet im mittleren Afrika, genauer das südliche und östliche Nigeria, das südwestliche Kamerun und die zu Äquatorialguinea gehörende Insel Bioko. Ihr Lebensraum sind hauptsächlich tiefergelegene Wälder.

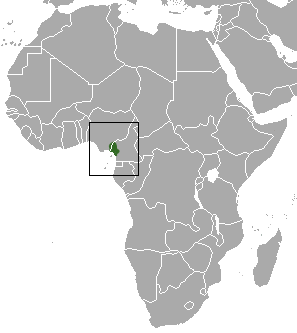
Verbreitungskarte der Rotnasenmeerkatze

Rotnasenmeerkatzen sind tagaktive Baumbewohner, die sich meist in den unteren oder mittleren Schichten der Bäume aufhalten. Sie leben in Gruppen von 4 bis 35 Tieren zusammen. Diese bestehen aus einem Männchen, etlichen Weibchen sowie dem dazugehörigen Nachwuchs. Die Nahrung dieser Tiere besteht vorwiegend aus Früchten, daneben nehmen sie auch Insekten, Blätter und Knospen zu sich.
Über die Fortpflanzung ist wenig bekannt, sie dürfte aber mit der der anderen Meerkatzen übereinstimmen. Nach rund fünf- bis sechsmonatiger Tragzeit bringt das Weibchen meist ein einzelnes Jungtier zur Welt. Dieses wird mit rund sechs Monaten entwöhnt und mit zwei bis drei Jahren geschlechtsreif.
Durch Zersiedlung und fortschreitende Waldrodungen ist das Verbreitungsgebiet der Rotnasenmeerkatze stark zerstückelt, hinzu kommt noch die Bedrohung durch die Jagd auf ihr Fleisch. Die IUCN listet die Art als gefährdet (vulnerable).